# Ediciones B
Ediciones B est une maison d'édition espagnole fondée en 1987 à partir de la fusion de Bruguera et TBO. Cet éditeur appartient au groupe de communication Grupo Zeta. Son siège est situé à Barcelone.

## Auteurs publiés
- Daniel Estulin

## liens externes
- Ressource relative à la bande dessinée :   - INDUCKS
- Notices d'autorité :   - VIAF
  - LCCN
  - Espagne
  - WorldCat